# 龙绳文
龙绳文（1926年—1991年3月28日）美籍华裔社会活动家，推动了中美建交，1970年代曾受周恩来委托，把一些美国电影引入中国，也向美国翻译、介绍了《白毛女》、《红色娘子军》、《林则徐》等中国电影作品。

## 生平
龙绳文生于中国云南昆明，是中華民國云南省主席龙云第四子。他遵照父亲的意思弃武习文，进入美国威斯康辛大学历史系读书，但毕业后又转而经商，在华盛顿特区国会大厦的附近开设中餐馆“北宫饭店”。每周两次为结束例会的美国国会议员提供免费饭菜，他借此结识了很多国会议员，包括肯尼迪。古巴导弹危机时，肯尼迪和赫鲁晓夫的三次特使密谈有两次是在此举行的。1973年中国驻美国联络处刚入驻华盛顿时，每天的两次正餐由北宫饭店专车专人提供。1970年代，他曾受周恩来委托，把一些美国电影引入中国，也向美国翻译、介绍了《白毛女》、《红色娘子军》、《林則徐》等中国电影作品。1990年8月底，他代表家族前往北京参加电影《龙云与蒋介石》首映式。他终身未婚，没有子女，1991年3月28日因腦溢血在华盛顿的家中去世。